# 樊赛军
樊赛军，苏州大学教授，长期从事辐射损伤与肿瘤放射治疗等方面的研究。发表论文数百篇，获得授权国家专利数10项。担任多个刊物编委、亚太辐射研究学会常务理事等职，中国教育部第六批“长江学者”特聘教授。

## 生平
1984年毕业于苏州医学院（今苏州大学）放射医学专业，毕业后就职于中国原子能科学研究院，从事辐射安全防护科研工作。
1988~2008年，先后在瑞士，英国，美国等国家学术机构学习和工作，期间于1992年获得萊斯特大學放射医学博士学位，1993年起在美国国立卫生研究院/国家癌症研究所、匹兹堡大学从事博士后研究。1996年至2008年先后在埃尔伯特爱因斯坦医学院、乔治城大学担任副教授等职。
2008年起担任苏州大学教授，2012年起担任中国医学科学院放射医学研究所副所长。

## 学术兼职
亚太辐射研究学会常务理事、中国辐射研究学会常务理事、中华医学会放射卫生专业委员会副主任委员、美国华裔科学家学会副会长等职务。
担任《国际放射医学核医学杂志》、《Acta Pharmacolgica Sinica》、《中华放射医学与防护杂志》、《中国肺癌杂志》编委。